# قشرة الصدفة

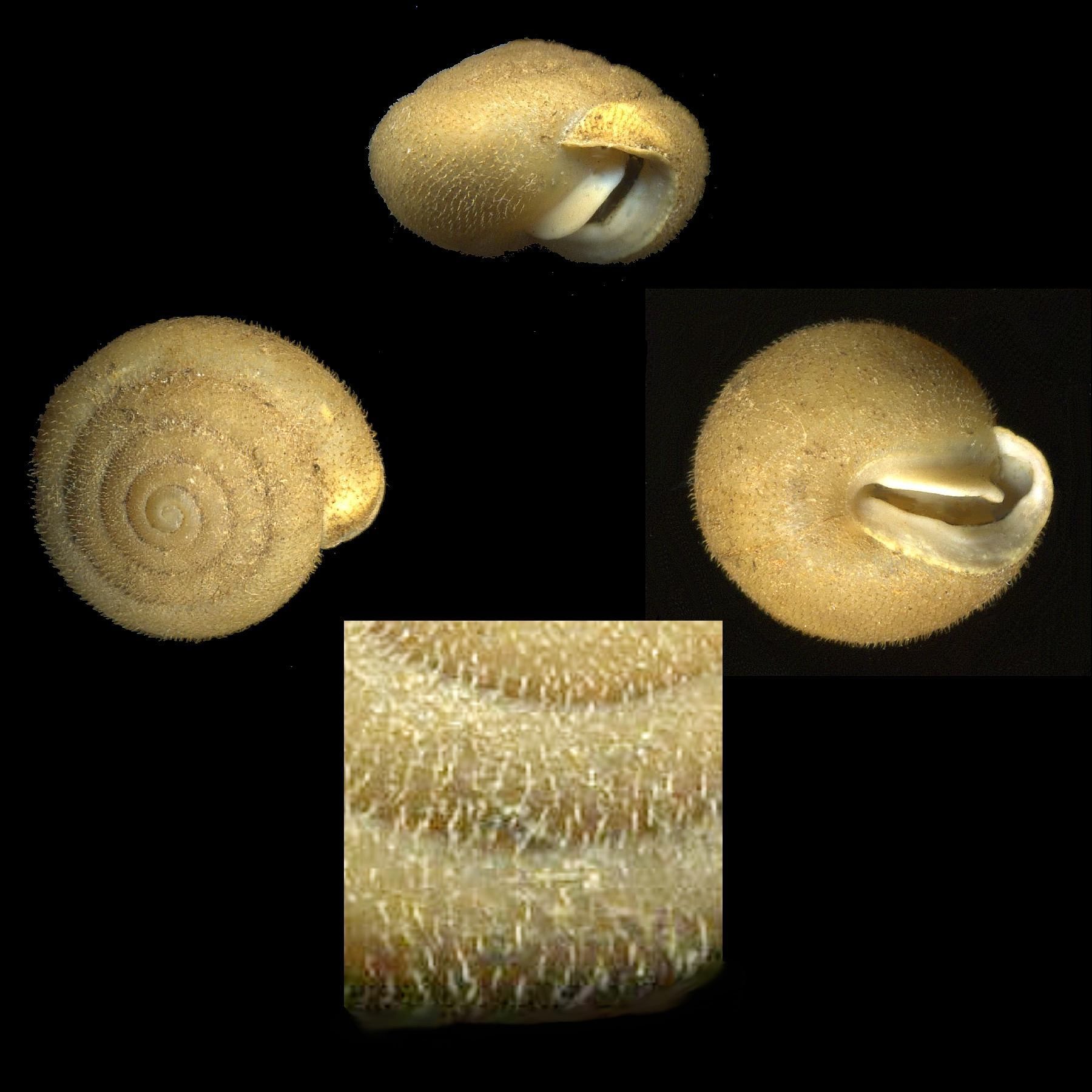
صدفة لإحدى أنواع بطنيات القدم

قشرة الصدفة (بالإنجليزية: Periostracum)‏ هو غطاء عضوي أو طبقة جلدية خارجية تغطي الهيكل الخارجي للعديد من أصداف بعض الحيوانات، ومن هذه الحيوانات الرخويات وعضديات الأرجل. وتلاحظ بشكل رئيسي في الحلزون والمحار الملزمي وذوات الصدفتين. لكنها غير موجودة في رأسيات القدم. قشرة الصدفة هو جزء لا يتجزء من جسم الصدفة، وتشكل مع طبقات الصدفة الأخرى جسم الصدفة الكامل.

## التركيب
تتكون قشرة الصدفة من نوع خاص من البروتين يسمى كونشيولين. والذي يتكون بشكل كبير من الكينون والتي تشبه المركبات الموجودة في نسيج طلائي للجليدة.